# Philip Green
Pour les articles homonymes, voir Green.
(Harry) Philip « Phil » Green — né le 19 juillet 1911 à Whitechapel (Grand Londres, Angleterre) et mort le 6 octobre 1982 à Dublin (Irlande) — est un compositeur de musiques de films, arrangeur et chef d'orchestre anglais.

## Biographie
Après ses études musicales — principalement au Trinity College of Music de Londres, entre 1924 et 1929 —, Philip Green est arrangeur et chef d'orchestre entre autres au sein de la firme Decca.
Au cinéma, essentiellement à la Rank Organisation, il est également arrangeur et chef d'orchestre, mais aussi compositeur des musiques d'une centaine de films britanniques sortis entre 1947 et 1966, après quoi il se retire.
Parmi ses films notables comme compositeur, mentionnons Histoire de jeunes femmes d'Henry Cass (1951, avec Joan Greenwood et Nigel Patrick), Entrée de service de Ralph Thomas (1959, avec Michael Craig et Anne Heywood), Solo pour une blonde de Roy Rowland (1963, avec Mickey Spillane et Shirley Eaton), ou encore Doubles masques et agents doubles de Basil Dearden (1965, avec Cliff Robertson et Jack Hawkins).
Pour la télévision britannique (parfois américaine), Philip Green est compositeur sur un téléfilm de 1959 et cinq séries, la première étant Les Aventures du colonel March (quatre épisodes, 1956). Au nombre de ses quatre séries suivantes (la dernière jusqu'en 1963), citons Goodyear Theatre (un épisode, 1959).   

## Filmographie partielle
(comme compositeur)

### Cinéma
- 1947 : Erreurs amoureuses (While the Sun Shines) d'Anthony Asquith
- 1949 : À tout péché miséricorde (For Them That Trespass) d'Alberto Cavalcanti
- 1949 : Le Déserteur (Man on the Run) de Lawrence Huntington
- 1950 : Murder Without Crime de J. Lee Thompson
- 1951 : Histoire de jeunes femmes (Young Wives' Tale) d'Henry Cass
- 1952 : Father's Doing Fine d'Henry Cass
- 1953 : The Yellow Balloon de J. Lee Thompson
- 1954 : Fast and Loose de Gordon Parry
- 1955 : Le Voyageur sans billet (John and Julie) de William Fairchild
- 1956 : The Extra Day de William Fairchild
- 1956 : The March Hare de George More O'Ferrall
- 1957 : En avant amiral ! (Carry on Admiral) de Val Guest
- 1958 : Jeunesse délinquante (Violent Playground) de Basil Dearden
- 1958 : Requins de haute mer (Sea Fury) de Cy Endfield
- 1958 : Le Point de chute (The Square Peg) de John Paddy Carstairs
- 1959 : Un brin d'escroquerie (A Touch of Larceny) de Guy Hamilton
- 1959 : Opération Scotland Yard (Sapphire) de Basil Dearden
- 1959 : Entrée de service (Upstairs and Downstairs) de Ralph Thomas
- 1959 : Opération Amsterdam (Operation Amsterdam) de Michael McCarthy
- 1960 : Hold-up à Londres (The League of Gentlemen) de Basil Dearden
- 1960 : Passeport pour la Lune (Man in the Moon) de Basil Dearden
- 1960 : Piccadilly Third Stop de Wolf Rilla
- 1961 : Flammes dans la rue (Flame in the Streets) de Roy Ward Baker
- 1961 : La Victime (Victim) de Basil Dearden
- 1961 : Le Cavalier noir (The Singer Not the Song) de Roy Ward Baker
- 1961 : Scotland Yard contre X (The Secret Partner) de Basil Dearden
- 1962 : La Belle des îles (Tiara Tahiti) de Ted Kotcheff
- 1962 : She'll Have to Go de Robert Asher
- 1962 : Le Limier de Scotland Yard (On the Beat) de Robert Asher
- 1962 : Tout au long de la nuit (All Night Long) de Basil Dearden
- 1963 : Solo pour une blonde (The Girl Hunters) de Roy Rowland
- 1963 : Two Left Feet de Roy Ward Baker
- 1965 : Doubles masques et agents doubles (Masquerade) de Basil Dearden

### Télévision
- 1956 : Les Aventures du colonel March (Colonel March on Scotland Yard), saison unique, épisode 1 Folie homicide (The Sorcerer) de Bernard Knowles, épisode 17 L'Homme de Damas (The Missing Link) d'Arthur Crabtree, épisode 19 Le Coffret maléfique (The Deadly Gift) de Bernard Knowles, et épisode 23 Passes d'armes (Passage at Arms) d'Arthur Crabtree (série)
- 1959 : The Alphabet Conspiracy de Robert B. Sinclair (téléfilm)
- 1959 : Goodyear Theatre, saison 2, épisode 8 Afternoon of the Beast de Robert Ellis Miller (série)

## Distinctions
- 1956 : Nomination à l'Ivor Novello Award de la meilleure musique de film pour John and Julie ;
- 1957 : Ivor Novello Award de la meilleure musique de film gagné pour The March Hare.